# Averievite
La averievite è un minerale.

## Etimologia
Il nome è in onore del vulcanologo russo Valerii Viktorovich Aver'ev (Averiev) (1929-1968)